# Berg (Gemeinde Matrei in Osttirol)
Berg ist eine Fraktion der Gemeinde Matrei in Osttirol. Die Ortschaft liegt nördlich des Matreier Marktes im Tauerntal und hat 35 Einwohner (Stand 1. Jänner 2024).

## Geographie
Berg liegt rund sechs Kilometer nördlich des Matreier Marktes im Tauerntal und gehört zur Katastralgemeinde Matrei in Osttirol Land. Die Fraktion umfasst insgesamt neun Wohnhäuser, wobei sich sieben Wohnhäuser um die kleine Kapelle von Berg in einer Höhe von 1272 m gruppieren. Unter ihnen befinden sich auch die Bauernhöfe Feniser, Schmieder, Liendler und Riepler. Etwas weiter nördlich liegen zwei weitere Wohnhäuser nahe der Brücke über den Tauernbach. Der Bauernhof Unterrainer liegt dabei bereits linksseitig des Tauernbachs. Benachbarte Fraktionen von Berg sind das nahe Gruben im Süden und das weiter nördlich gelegene Raneburg mit dem Weiler Asslab. Berg wird oftmals auch zu Gruben gerechnet.

## Geschichte
1869 lebten in Gruben 86 Menschen in 61 Häusern, wobei zu dieser Zeit Berg wohl zu Gruben gerechnet wurde. 1951 entfielen auf Berg 7 Häuser mit 29 Einwohnern, während Gruben 10 Häuser mit 45 Menschen umfasste. Zudem wurden 28 Almhütten zu Gruben und Berg gezählt.

## Bergerkirchle

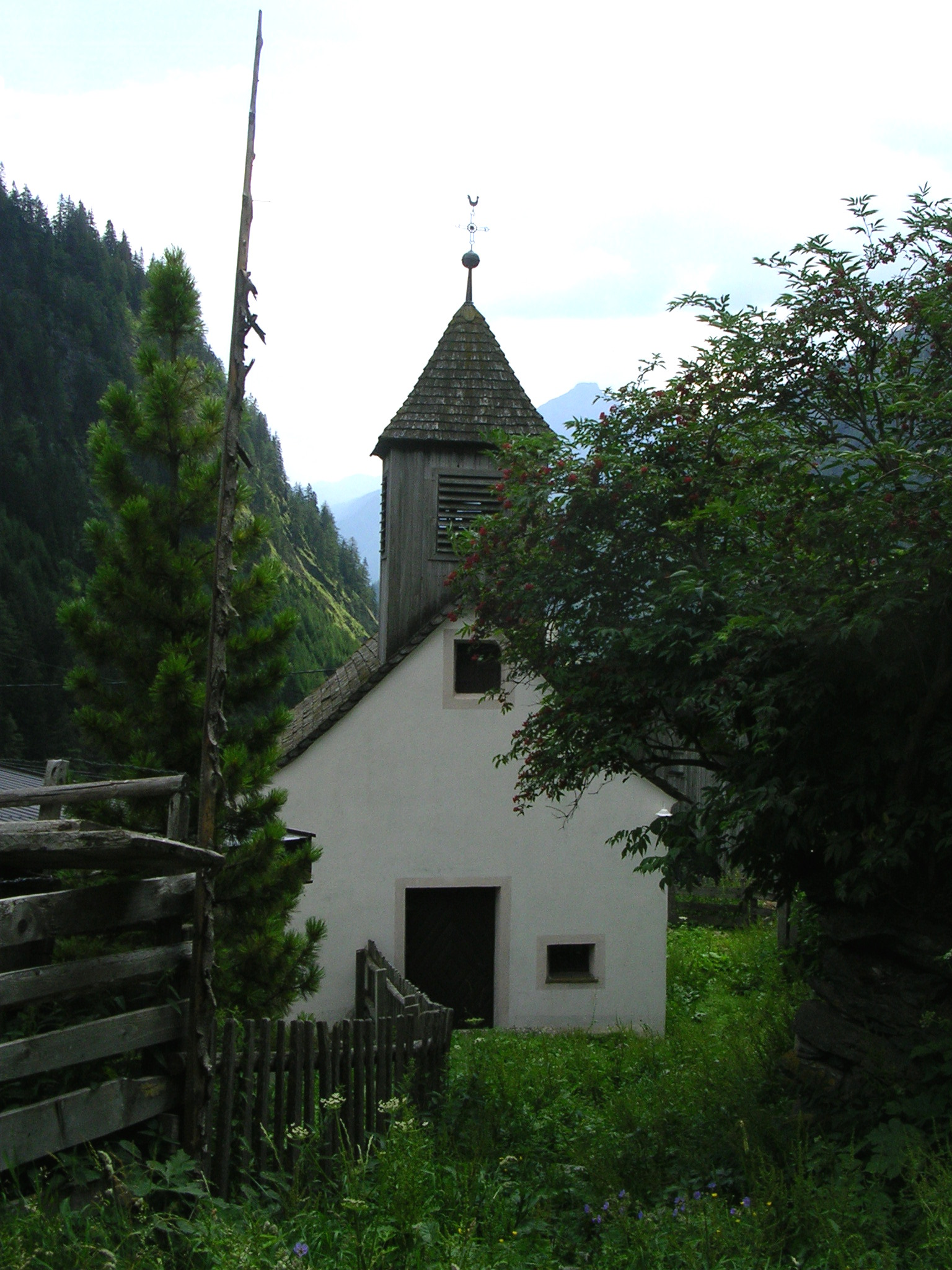
Eingangsfront des Bergerkirchles

Zwischen den Häusern des Weilers Berg befindet sich das dem heiligen Sebastian geweihte Bergerkirchle aus dem 18. Jahrhundert. Der zweijochige Kapellenbau mit schindelgedecktem Satteldach wurde 1975 renoviert. Eingangsseitig verfügt die Kapelle über ein rechteckiges Portal, ein Sichtfenster sowie eine Lichtluke im Giebelfeld. Zudem befinden sich an den Längswänden jeweils zwei rechteckige Fenster, die mit Schmiedeeisen vergittert wurden. Über dem schindelgedeckten Satteldach, das chorseitig von Kugel und Kreuz gekrönt ist, erhebt sich ein massiger Dachreiter. Dieser ist ebenfalls schindelgedeckt und wird auch von Kugel und Kreuz sowie einem Wetterhahn gekrönt. Der Dachreiter verfügt zudem über Schallöffnungen für die Glocke. Ursprünglich befanden sich zwei Glocken im Dachreiter, die jedoch im Ersten Weltkrieg abgenommen wurden. Von den 1921 von der Firma Gebrüder Böhler & CO AG in Wien gefertigten Stahlglocken verblieb nur eine Glocke während des Zweiten Weltkriegs in der Kapelle.
Die Decke der Kapelle wurde im Inneren als Tonnengewölbe mit Gurten über flacher Pilastergliederung ausgeführt und mit schlichten Kapitellen versehen. Der Eingang ist mit einem schmiedeeisernen Gitter verschlossen, der Fußboden aus Natursteinen gefertigt. Dominiert wird der Innenraum von einem barocken Altar, der um 1800 geschaffen wurde. Der Altar verfügt über ein bäuerlich bemaltes Antependium, das Altarbild zeigt den heiligen Sebastian, den heiligen Silvester und eine Ordensheilige als Fürbitterin vor Maria. Zudem befindet sich im Auszug eine Maria-hilf-Darstellung mit Spruchband. Das Altarbild selbst wird innen von Figuren des heiligen Chrysanth (links) und des heiligen Sylvester (rechts) flankiert. Zudem befinden sich weiter außen noch zum Teil vergoldete Figuren des heiligen Georg (links) und der heiligen Emerentiana (rechts). In der Kapelle befindet sich zudem am rechten Chorbogenpfeiler eine Figur der Maria mit Kind und Strahlenkranz aus der Zeit um 1520 und eine plastische Schutzengelgruppe aus der zweiten Hälfte des 18. Jahrhunderts.